# Шиллинговский, Павел Александрович
Па́вел Алекса́ндрович Шиллинго́вский (16 (28) февраля 1881, Кишинёв, Бессарабская губерния — 5 апреля 1942, Ленинград) — русский и советский график, представитель петербургского академизма, ассоциируемый со школами Дмитрия Кардовского и Василия Матэ, живописец и педагог; офортист и ксилограф, мастер пейзажного и портретного эстампа, также работал как книжный иллюстратор, исполнял литографии.

## Биография
Учился в Одесском художественном училище (1895—1900) у К. К. Костанди, Г. А. Ладыженского, А. А. Попова, в петербургском Высшем художественном училище при Императорской Академии художеств (1901—1914) у Д. Н. Кардовского и в мастерской В. В. Матэ (1912—1914).
Преподавал в Петроградских Государственных свободных художественных учебных мастерских — ВХУТЕИНе — ЛВХТИ — ИНПИ — ЛИЖСА (бывшей Академии художеств) в Ленинграде (1921—1929 и 1935—1937) и в (1918—1920), на полиграфическом (1921—1925), графическом (1925—1927) факультетах и в графической мастерской (1936—1941).
В офортах и ксилографиях (пейзаж, портрет) обращался к наследию классической гравюры (в основном, к творчеству Альбрехта Дюрера). Создал портреты Т. Залькална (1918), В. И. Ленина (1924), К. Маркса (1933) (ксилография). Работал также как живописец и литограф. В 1913 награвировал серию офортов «Бессарабия» (офорт, 1913). В 1923 году — альбом ксилографий «Петербург. Руины и возрождение» (1922—1923).
В 1925 г. Шиллинговский путешевствовал по Армении. В то время он создал серию карандашных рисунков, четыре из которых сохранились в Национальной галерее Армении («Ереванская крепость», «Севанский монастырь», «Монастырь Гегард», «Монастырь Рипсимэ»). Он часто возвращался к армянской теме в виде ксилографии, офорта, литографии: известны альбом офортов «Старый Ереван» (1926—1927) и литографический альбом «Новая Армения» (1928), подписанные им на армянском языке.

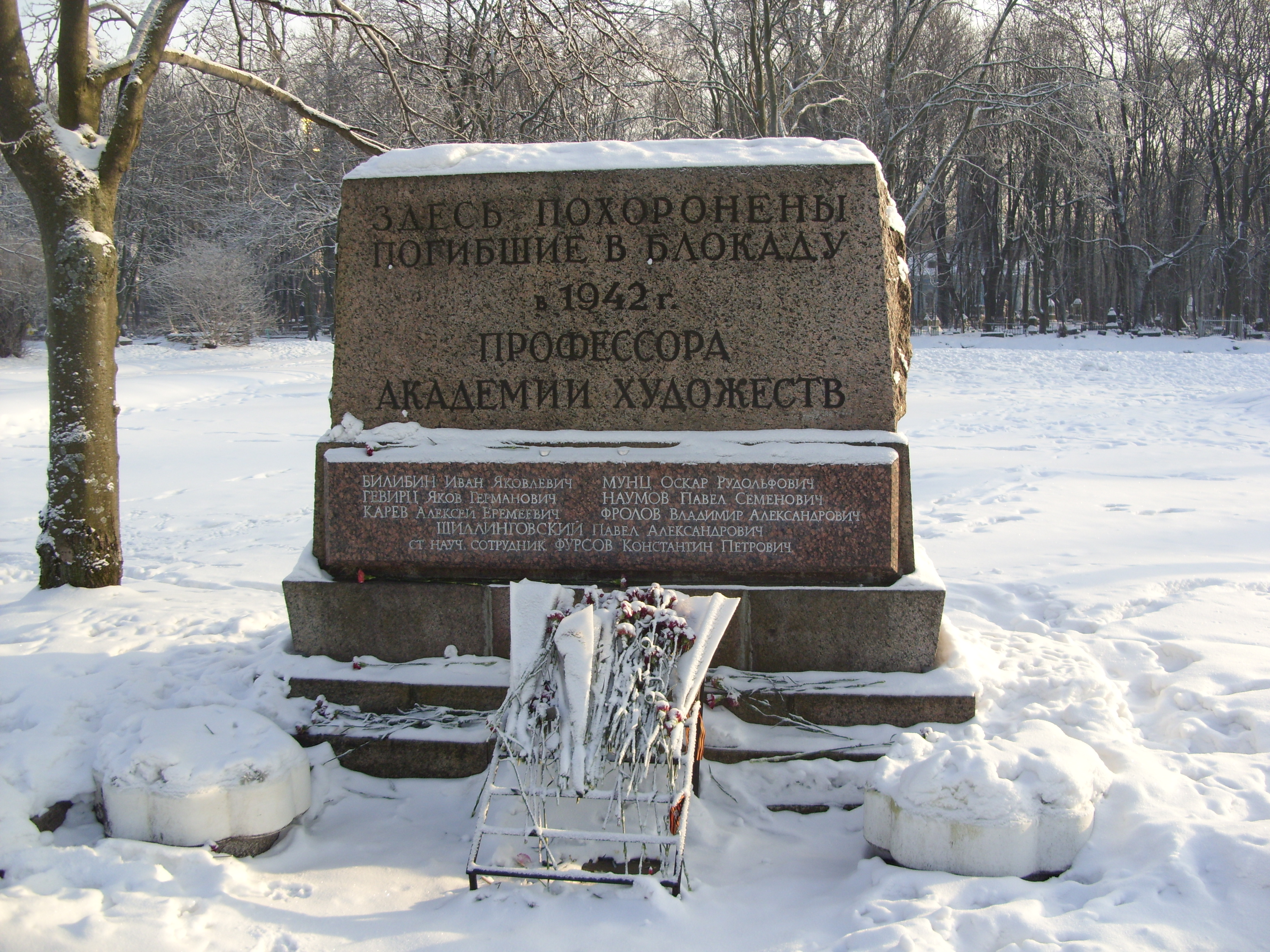
Братская могила профессоров Академии художеств

В 1929—1936 годах иллюстрировал книги издательства «Academia», «Одиссею» Гомера (издание в 1935 года). Последней работой художника стал цикл «Осаждённый город» (1941—1942), также в технике ксилографии.
Жил в Тучковом переулке, д. 11. Умер от голода во время блокады Ленинграда. Похоронен в братской могиле профессоров Академии художеств на острове Декабристов.
Работы хранятся в Государственном Русском музее, Национальной галерее Армении, Алупкинском дворцово-парковом музее-заповеднике (Крым), Красноярском государственном художественном музее им. В. И. Сурикова, Краснодарском краевом художественном музее им. Ф. А. Коваленко, Чувашском ГХМ.

## Ученики
- Кривоногов, Пётр Александрович (1911—1967)
- Меламуд, Шая Ноевич (1911—1993)
- Мочалов, Сергей Михайлович (1902—1957)
- Бриммер, Николай Леонидович (1898—1929)